# Aleksej Jemelin (friidrottare)
Aleksej Jemelin (ryska: Алескей Йемелин), född den 16 oktober 1968 i Moskva, är en sovjetisk/rysk före detta friidrottare som tävlade i höjdhopp för Sovjetunionen under början av sin karriär.
Jemelin deltog vid inomhus-EM i Haag 1989 där han blev bronsmedaljör. Han deltog även vid EM 1990 där han blev silvermedaljör efter Dragutin Topić. Hans hopp på 2,34 från tävlingen blev hans personliga rekord i höjdhopp. 
Vid inomhus-VM 1991 blev han bronsmedaljör efter att ha klarat 2,31. Han sista mästerskap blev VM utomhus 1993 i Stuttgart där han inte klarade kvalhöjden.